# 丸瀬寅雄
丸瀬 寅雄（まるせ とらお、1877年（明治10年）3月3日 - 1932年（昭和7年）3月9日）は、日本の大蔵官僚、実業家。
東洋葉煙草社長。協立煙草、東洋錫紙（現・UACJ製箔）各取締役。
族籍は青森県士族。従四位勲四等。
長男は京都製作所元会長の丸瀬雄一郎。孫の成子は丸紅会長・朝田照男の妻にあたる。

## 来歴
青森県士族・元郡長の丸瀬正果の長男として生まれ、1925年（大正14年）家督を相続する。
1904年（明治37年）東京帝国大学法科大学政治科を卒業。同年、文官高等試験（第11回）に合格し、大蔵省専売局に配属され、煙草専売局属、同事務官、同三次、同監査課長等を歴任。その後、同総務課長かつ臨時議院建築局理事を最後に、1924年（大正13年）10月、退官。退官後は東洋煙草株式会社社長に就任。1932年（昭和7年）3月9日、56歳の若さで急逝した。

## 家族

### 丸瀬家
- 父・正果（生没年不明）
青森県士族。元郡長[1]。
- 母・まて（1857年（安政4年）1月生）
青森県、成田勝太郎の長女[7]。
- 妻・よし（1885年（明治18年）6月生）
青森県士族、元公使館二等書記官（スウェーデン在勤）山中千之の妹[8]。叔母・いはは、子爵・珍田捨巳の妻で、外交官の佐藤愛麿は叔父にあたる[9][10]。なお山中千之の妻・さだは珍田捨巳・いは夫妻の長女にあたる[9]。
- 長男・雄一郎（1908年（明治41年）11月19日生）
東京大学工学部卒、京都製作所元会長[7]。妻は淑子（1914年（大正3年）5月12日生、日本女子大学卒）[7]。
  - 孫・祥子（1938年（昭和13年）3月28日生）
学習院大学仏文科卒、大阪商船三井船舶（現・商船三井）元勤務・田中大輔の妻[7]。
  - 孫・宣雄（1941年（昭和16年）5月19日生）
慶應義塾大学商学部卒、日産自動車本社元勤務[7]。
  - 孫・成子（1948年（昭和23年）9月6日生）
成城大学卒、丸紅会長・朝田照男の妻[4]。
- 長女・和子（1912年（大正元年）1月生）
家政学院卒、千代田化工建設元勤務・宮地秀雄の妻[7]。
- 次女・淑子（1915年（大正4年）9月24日生）
桜蔭高女卒、工学博士・釜萢善一の妻[3][7]。
- 三女・文子（1919年（大正8年）4月生）
お茶の水女子大専攻科卒、静岡トヨタ自動車元社長・塚越和男の妻[7]。
- 妹・りう（1889年（明治22年）12月生）
青森県士族、陸奥鉄道元取締役・岩淵勉の妻[11]。

## 略歴
- 1877年（明治10年）
  - 3月3日 - 出生
- 1904年（明治37年）
  - 7月 - 東京帝国大学法科大学政治科卒業
  - 11月 - 文官高等試験合格
  - 12月 - 任煙草専売局属
- 1906年（明治39年）
  - 7月 - 任煙草専売局事務官（東根葉煙草収納所長）
- 1907年（明治40年）
  - 10月 - 管制改正任専売局主事（奏野収納所長）
- 1909年（明治42年）
  - 4月 - 専売局長官官房勤務経理部兼務
- 1911年（明治44年）
  - 7月 - 収納部煙草収納課長
- 1913年（大正2年）
  - 6月 - 任専売局参事、群山専売支局長
- 1914年（大正3年）
  - 1月 - 事業部煙草課長
- 1915年（大正4年）
  - 7月 - 米国へ出張、被仰付9月4日出発
- 1917年（大正6年）
  - 8月 - 帰朝
  - 9月 - 製造部調査課長
- 1918年（大正7年）
  - 9月 - 長官官房監査課長
- 1920年（大正10年）
  - 7月 - 勅任官待遇
- 1921年（大正11年）
  - 5月 - 叙勲四等授瑞宝章
- 1922年（大正12年）
  - 3月 - 長官官房総務課長
- 1923年（大正13年）
  - 10月 - 臨時議院建築局理事（二等）、依願免本官
  - 11月 - 叙従四位